# 穆罕默德·沙伊德
穆罕默德·沙伊德（波斯語：‎，羅馬化：Mohammad Saed；1881年4月28日—1973年11月1日）是一位伊朗總理。

## 生平
沙伊德生於馬拉蓋，在洛桑大學就讀。他在1943年 阿里·索赫伊利內閣倒台後成為了總理。
他拒絕了蘇聯對其所控制的北部地區的石油專利權，因而令伊朗-俄羅斯關係陷入低谷。蘇聯外交官謝爾蓋·卡夫塔拉澤公開抨擊沙伊德，並要求他辭職，蘇聯及親蘇的人民黨媒體都聲援卡夫塔拉澤。蘇聯夥同人民黨在伊朗發動罷工和示威，以脅迫沙伊德辭聯，他最終在1944年11月辭職。
他在任期內取締了伊朗人民黨，阿瑟·米爾斯波（Arthur Millspaugh）也在這段時期重新成為了財政部長。
據稱即使已經是參議員，他仍經常使用公共交通工具，通曉俄語、法語及土耳其語。
「沙伊德」這個名字的意思是「幸運的」。

## 註腳
1. ↑  Limbert 2009，第38頁